# Синът на полка
„Синът на полка“ (на руски: „Сын полка“) е повест от Валентин Катаев от 1944 г.
Публикувана е за пръв път в списание „Октомври“ и като отделна публикация от издателство „Детгиз“ през 1945 г.
За книгата „Синът на полка“ авторът Валентин Катаев е удостоен със Сталинска награда II степен през 1946 г.

## Създаване
Идеята за историята „Синът на полка“ започва да се формира в Катаев през 1943 г., когато той работи като фронтов кореспондент и постоянно се мести от една военна част в друга. Един ден писателят забеляза момче, облечено във войнишка униформа: гимнастьорката, панталоните и ботушите са истински, но ушити специално за детето. От разговор с командира Катаев научава, че разузнавачите са намерили момчето – гладно, ядосано и диво – в землянка. Детето е отведено в поделение, където се настанява и става негово.
По-късно писателят се натъква на подобни истории повече от веднъж:
| „ | Разбрах, че това не е изолиран случай, а типична ситуация: войници се топлят изоставени, бездомни деца, изгубени сираци или чиито родители са починали. Заглавието на историята е свързано с комичната опера „Дъщерята на полка“, която Катаев познава от младостта си. В точния момент изплува в паметта ми и „стреля“. | “ |

Преди това темата за войната през очите на дете вече е била срещана в творчеството на Катаев в краткото есе „Момиче-казачка“ от 1915 г.

## Сюжет
По време на нощен излет група разузнавачи откриват момче в кратер от взрив, силно бълнуващо в несвяст. Усещайки светлината на фенерче, то моментално скача и изтръгва от чантата си заострен ръждив пирон. Сержант Егоров успява да хване ръката на детето и да прошепне: „Свои сме“. Момчето успява да прошепне в отговор „Нашите!“, след което губи съзнание.
Момчето е Ваня Солнцев. Баща му загива на фронта в първите дни на войната, майка му е убита от германците. По-малката сестра и баба му са починали от глад. Изпратен от полевите жандармеристи в център за задържане на деца, Ваня успява да избяга и оттогава се скита из горите на Полесие почти 3 години. Сержант Егоров, докладвайки на капитан Енакиев, отбелязва, че умното момче отлично познава терена; следотърсачите искат да го задържат. Енакиев обаче решава да изпрати детето в тила.
Когато Ваня, която се чувства в безопасност за първи път от много месеци, узнава за заповедта на капитана, той смело отговаря, че така или иначе ще избяга. Момчето всъщност успява два пъти да измами ефрейтор Биденко, който го придружава. Първият път, когато Ваня скача от камиона и се скрива на дърво в гората, Биденко го търси повече от два часа и го намира благодарение на изпаднал от овчарската торба буквар. За да предотврати ново бягство, Биденко в задната част на преминаваща кола завързва края на въже с двоен морски възел за ръката на Ваня, а другия край увива около собствения си юмрук. От време на време ефрейторът дърпа въжето, проверявайки дали овчарчето е на мястото си. Следващата проверка завършва с конфуз: в тъмнината изведнъж се чува възмутен глас на жена хирург, която не разбира „защо са вързали въжето към нея и защо постоянно го дърпат“ – момчето отново бяга.
Убягнал на Биденко, Ваня се опитва да се върне при разузнавачите. Те обаче не са на същото място: междувременно фронтът се е преместил на запад. Ваня обмисля да отиде в тила и в сиропиталище – но среща младеж, който гордо му казва, че вече втора година го смятат за син на полка: намерен е близо до Смоленск, назначен е за издръжка и веднъж дори го вземат в нападение. Това запознанство кара Ваня да започне да търси „най-важния началник“, за да му се оплаче от капитан Енакиев. След като намира колибата, в която според наблюденията на Ваня се намира щабът, той се среща със самия Енакиев и, без да го познае, му разказва всичко за „капитана на артилерията, който иска да го изпрати в тила“. Енакиев отстъпва и връща момчето при разузнавачите.
Доброволно помагайки на разузнавачите, Ваня се представя за местно момче, което открива немските патрули и по този начин определя безопасен път за разузнавателната група. Въпреки това, по своя инициатива скицирайки терена, той е хванат от германците. За щастие съветските войски преминават в настъпление и превземат немските позиции, освобождавайки момчето.
Разузнавачите полагат много усилия, за да намерят бръснар, обущар и шивач за момчето, които правят униформи за Ваня според ръста му.
Напредвайки, съветските войски навлизат на германска територия. Ваня ги следва с батареята и помага с каквото може. Германците пускат танкове в контраатака. Артилеристите се готвят да приемат битката, осъзнавайки, че шансовете им са малки. Енакиев, забелязвайки Ваня с пистолет на предната линия, настоява той да отиде в тила, за да се спаси – но момчето отказва. Тогава Енакиев пише доклад и заповядва на Ваня спешно да предаде този документ в щаба. След като предава доклада, Ваня се връща на позицията на батерията, но разбира, че тя е унищожена и почти всичките му познати са загинали, включително капитан Енакиев, който в последния момент привлича огъня върху себе си. В джоба на Енакиев е открита бележка, в която той моли да се погрижат за неговия син Ваня Солнцев, за да стане момчето достоен войник, а впоследствие и офицер. Командирът на артилерийския полк изпраща момчето в Суворовското военно училище. Разузнавачите го подготвят за пътуването, слагайки в чантата му сапун, прах за зъби, чаша, хляб и презрамките на капитан Енакиев, увити във вестника „Суворовски натиск“.

## Прототипи
Въпреки факта, че историята е удостоена със Сталинска награда, общественото недоволство около понятието „син на полка“ не възниква веднага, а десетилетие по-късно. Както си спомня Павел Катаев, след „края на инкубационния период“ пощенската служба започна почти всеки ден да носи писма в къщата им, чиито автори си припомниха срещите на фронтовата линия с баща му и разговаряха за бъдещата им съдба. Почти всички бяха убедени, че при създаването на образа на Ваня Солнцев Катаев е използвал собствената им история.
Като една от версиите за възможен прототип, журналистите най-често се обръщат към биографията на Исак Раков-Солнцев: те съобщават, че истинското му име е неизвестно: момчето е наречено Солнцев в сиропиталище заради луничките по лицето; в началото на войната той и приятелят му Володя Вознесенски бягат на фронта и в гората край Бобруйск се озовават с разузнавачи артилеристи; по-късно напуска Суворовското военно училище, където командирите му го разпределят, и отново отива да се бие. 
В същото време, според Павел Катаев, никой от „претендентите“ (сред които има и откровени „деца на лейтенант Шмид“ от повеста „Золотой телёнок“) не е истинският Ваня Солнцев; няма нито един прототип. Многобройни разговори между Павел Катаев и баща му, включително по време на писането на историята, показват, че „той измисли героя, извади го от главата си“:
| „ | Много бих искал това момче, млад мъж, млад мъж да съществува в реалността. В крайна сметка за мен той не беше хартиен герой. Но жив човек. И дори много познати. В края на краищата той се чувстваше точно така, както аз щях да се чувствам и мислех, ако бях попаднал в същите обстоятелства. | “ |

## Характеристики
Тематичната новост на историята се състои в това, че Катаев, пъръв в съветската литература, решава да говори за войната през възприятието на дете. След излизането на „Синът на полка“ темата „Войната и децата“ започва да се развива доста активно: героите-пионери придобиват всесъюзна слава; Лев Касил и Макс Поляновски написват разказа „Улицата на най-малкия син“.  
| „ | Образът на Ваня Солнцев е очарователен, защото, станал истински войник, героят не е загубил детството си. В този смисъл е показателен диалогът между Ваня и момчето, осиновено от войници от друго поделение. Отношенията се променят пред очите ни: започвайки с нладежки спор чия е тази гора, те завършват със завистта на Ваня към медала „момче от войната“ и горчивото негодувание към скаутите: „Значи не съм им се явил“: | “ |

| „ | Катаев дава постоянна психологическа мотивация на думите и действията на Ваня Солнцев. <...> Той чувствително улавя промените в настроението на всички, разбира, че Биденко го обича и не мърмори от злоба. | “ |

## Издания
- Катаев, Валентин. Синът на полка.   София, Народна младеж, 1974. с. 192. (на български)
- Катаев В.П. Син на полка. – М.: Детгиз, 1948. – 224 с.
- Катаев В. П. Син на полка: Приказка. – М.: Детска литература, 1981. – 208 с. : аз ще. – 300 000 копия. – BBK R2 K29.
- Катаев В.П. Син на полка. – Перм: Кн. издателство, 1984. – 175 с.

## Адаптации
Историята е филмирана 2 пъти:
- „Синът на полка“ (1946, режисьор Василий Пронин)
- „Синът на полка“ (1981, режисьор Георги Кузнецов)

Няколко години след публикуването на книгата на сцената на Ленинградския театър за млади зрители е поставена пиесата „Синът на полка“ (реж. Александър Брянцев, Нина Казаринова в ролята на Ваня Солнцев).